# Kristus, Herre, alla betrycktas konung
Kristus, Herre, alla betrycktas konung är en psalm med text skriven 1989 av Karl-Gustaf Hildebrand. Musiken är skriven 1989 av Sven-Erik Bäck.

## Publicerad som
- Nr 809 i Psalmer i 90-talet under rubriken "Lovsång och tillbedjan".